# Шістнадцята династія єгипетських фараонів
XVI династія — одна з династій фараонів, що правили в Стародавньому Єгипті під час так званого Другого перехідного періоду в  XVII —  XVI століттях до н. е. (на противагу  XV династії). Столицею фараонів цієї династії були  Фіви.

## Історія
Точна хронологія правління династії не встановлена. Євсевій Кесарійський, цитуючи Манефона, повідомляє, що в династії було 5 фараонів, що правили 190 років. Сучасні єгиптологи:
- І. Бікерман вказує її спільно з XV династією і без дат.
- Ю. фон Бекерат вказує її без дат, помічаючи, що вона існувала поряд з XV династією.
- Е. Хорнунг, Р. Краусс і Д. Уорбертон вказують її спільно з XVII династією, без точних дат.

Єгиптологи  Кім Рехолт і  Джанін Бурріо, реконструювали список фараонів XVI династії по  Туринському царському списку, слідуючи за Манефоном, вважають, що столицею її були  Фіви. Ймовірно, володіння, які підпорядковувалися фараонам, були невеликими. До всього іншого тривав голод, який почався в останні роки правління  XIII і  XIV династій. Гіксосські фараони з  XV династії воювали проти фараонів XIII династії, захопивши в підсумку Фіви.
Питання про те, які фараони відносяться до XVI династії, залишається дискусійним.  Кім Ріхольт встановив імена 9 фараонів династії, імена ще 6 фараонів, які були в Туринському списку, відновити неможливо. Крім того, на написах зустрічаються ще 6 імен, положення яких залишається невизначеним. Ріхольт вважає, що вони могли належати до XVI династії, хоча й існує прив'язка їх і до інших династій. Зокрема, Юрген фон Бекерат деяких фараонів відносить до XIII династії, а Норберт Дауценберг — до  XVII династії.
Ймовірно, в числі фараонів, зазначених в Туринському списку, крім фіванських фараонів вказані правителі ще деяких міст — Абідоса, Ель Каба, Едфу.

## Список фараонів
| Фараон          | Правління | Примітки |
| --------------- | --------- | --- |
| […]             |           | Ім'я першого фараона династії записано в туринському царському папірусі, але потрібну ділянку сильно пошкоджено, і вона не підлягає відновленню |
| Джехуті         |           | |
| Себекхотеп VIII |           | |
| Неферхотеп III  |           | |
| Ментухотеп VI   |           | |
| Небереау I      |           | |
| Небереау II     |           | |
| Семенра         |           | |
| Бебіанх         |           | |
| Сехемра Шедвест |           | |
| […]             |           | Імена ще п'яти фараонів записані в туринському царському папірусі, але потрібна ділянка сильно пошкоджена, і не підлягає відновленню            |